# Albania w Konkursie Piosenki Eurowizji Junior
Albania zadebiutowała w Konkursie Piosenki Eurowizji Junior w 2012 roku. Od czasu debiutu konkursem w kraju zajmuje się albański nadawca publiczny Radio Televizioni Shqiptar (RTSH).

## Historia Albanii w Konkursie Piosenki Eurowizji Junior
W 2005 albański nadawca Radio Televizioni Shqiptar (RTSH) transmitował 3. Konkurs Piosenki Eurowizji Junior.

### Konkurs Piosenki Eurowizji Junior 2012
14 sierpnia 2012 albański nadawca Radio Televizioni Shqiptar (RTSH) potwierdził debiut w nadchodzącym 10. Konkursie Piosenki Eurowizji Junior organizowanym w Amsterdamie. 3 października ogłoszono, że reprezentant zostanie wyłoniony za pośrednictwem preselekcji Junior Fest Albania, tego samego dnia ogłoszono listę 5 finalistów, którymi zostali: Aurora („Blue Blue Jeans”) Uendi, Kejda & Joan („Ëndërra flet (The dream talks)”) Shejla („Ndizi bateritë (Turn on the batteries)”) Sidrita Bollati („Ëndërrat fëmijërore (The child dreams)”) oraz Mishela Rapo („Mamma Mia”). Final preselekcji wygrała Igzidora Gjeta z utworem „Kam një këngë vetëm për ju”. 1 grudnia 2012 roku wystąpiła siódma w kolejności startowej i zajęła ostatnie 12. miejsce zdobywszy łącznie 35 punktów.

### Konkurs Piosenki Eurowizji Junior 2013–2014: Brak udziału
21 maja 2013 albański nadawca wstępnie potwierdził udział w zbliżającym się 11. Konkursie Piosenki Eurowizji Junior publikując ogłoszenie z prośbą o zgłaszanie się do krajowych eliminacji. 27 września 2013 roku nadawca zdecydował, że rezygnuje z udziału, a swoją decyzję tłumaczył brakiem odpowiedniej piosenki która mogłaby reprezentować Albanię oraz problemami finansowymi nadawcy. Nadawca zrezygnował również z udziału w 12. Konkursie Piosenki Eurowizji Junior, nie podając powodu swojej decyzji.

### Konkurs Piosenki Eurowizji Junior 2015

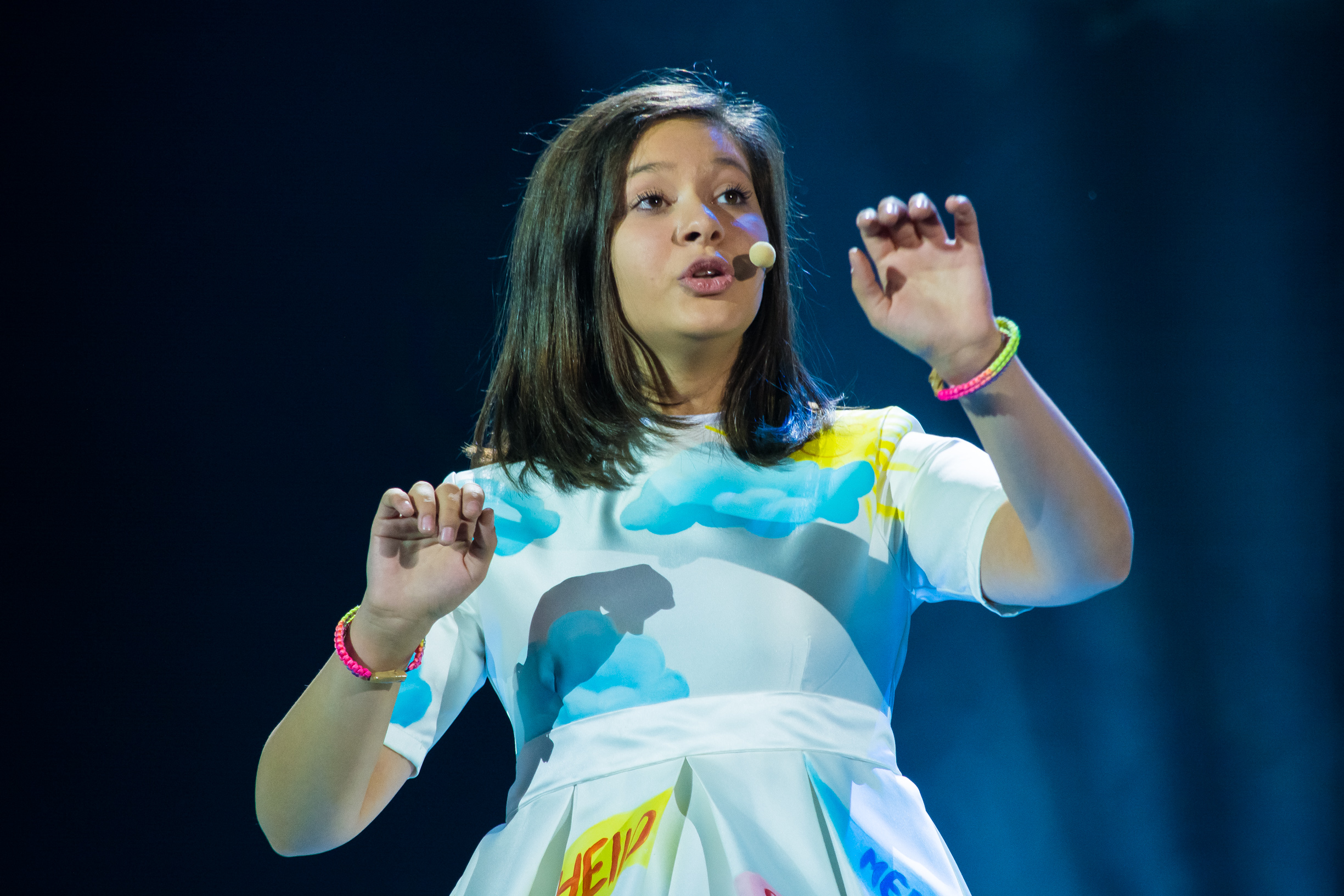
Mishela Rapo podczas występu w Sofii (2015)

13 marca 2015 albański nadawca potwierdził powrót Albanii po dwuletniej przerwie w 13. Konkursie Piosenki Eurowizji Junior i ogłosił, że reprezentant zostanie wyłoniony poprzez Festivali i Këngës për Fëmijë. 27 maja odbył się finał preselekcji, łącznie rywalizowało 14 piosenek. Finał preselekcji wygrała Mishela Rapo z utworem „Dambaje”. 21 listopada wystąpiła szesnasta w kolejności startowej i zajęła 5. miejsce zdobywszy 93 punkty, w tym 86 punktów od widzów (4. miejsce) i 69 punktów od jury (6. miejsce).

### Konkurs Piosenki Eurowizji Junior 2016
1 czerwca 2016 Klesta Qehaja wygrała Festivali i Këngës për Femije z piosenką „Besoj”, tym samym zdobywając prawo do reprezentowania Albanii w 14. Konkursie Piosenki Eurowizji Junior w Vallettcie. Wystąpiła trzecia w kolejności i otrzymała 38 punktów, zajmując tym samym trzynaste miejsce na siedemnaście uczestniczących krajów.

### Konkurs Piosenki Eurowizji Junior 2017

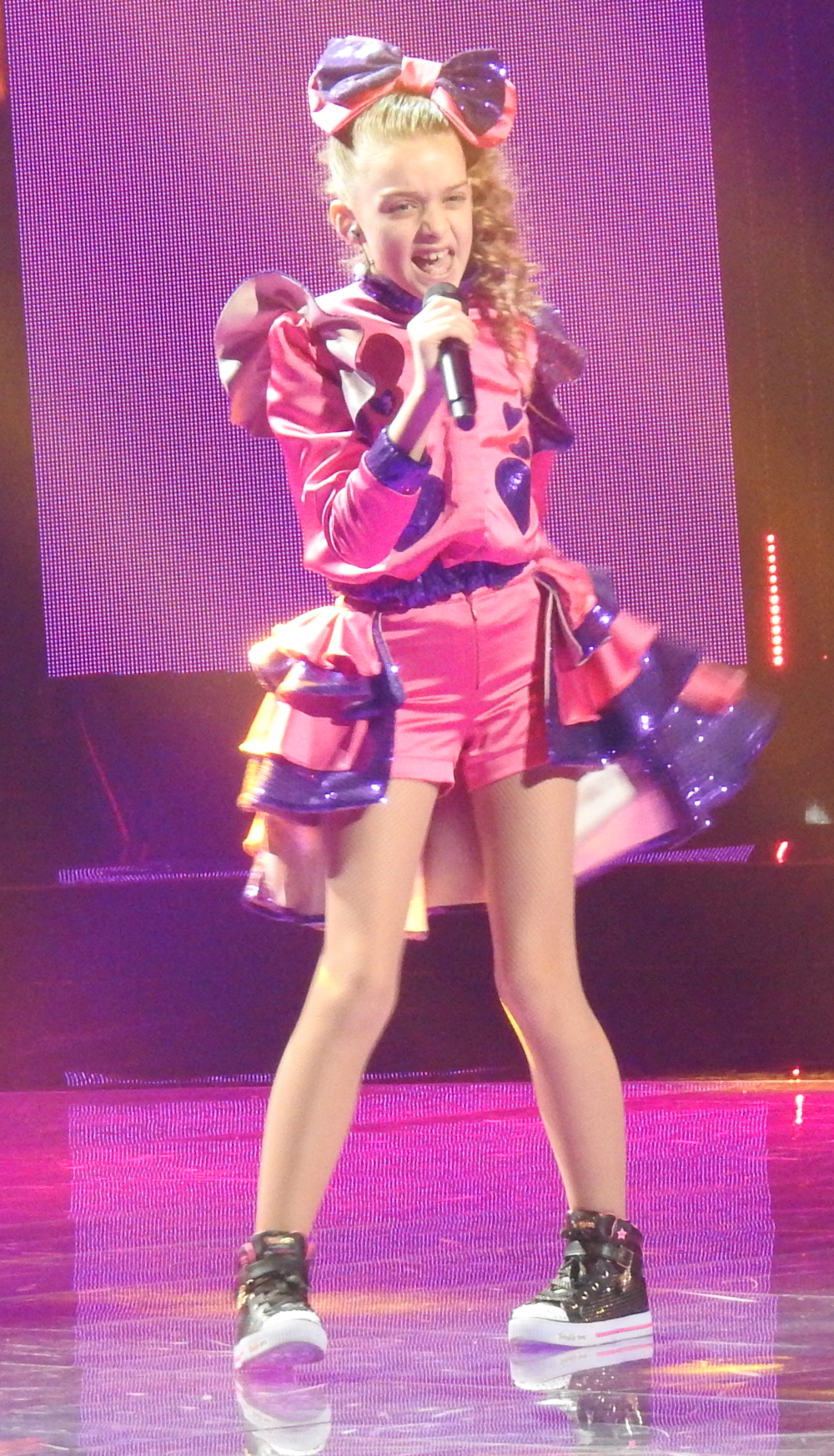
Efi Gjika podczas występu w Mińsku (2018)

23 czerwca 2017 roku albański nadawca potwierdził udział w 15. Konkursie Piosenki Eurowizji Junior oraz poinformował, że 23 września odbędzie się finał preselekcji Junior Fest Albania, a zgłoszenia należy przesyłać do 1 września 2017 roku. Łącznie zostało wybrane szesnaście piosenek, o wynikach zdecydowała 3-osobowa komisja jurorska w składzie: Fatma Methasani, Andi Bajgora i Lum Veseli. Finał selekcji wygrała Ana Kodra z utworem „Don’t Touch My Tree” napisaną przez Kristi Popa a skomponowaną przez Jorgo Papingji. Wystąpiła jako dziesiąta w finale konkursu rozgrywanego 26 listopada w Gruzji. Zajęła 13. miejsce z dorobkiem 67 punktów w tym 35 punktów od widzów (16. miejsce) i 32 punkty od jury (11. miejsce).

### Konkurs Piosenki Eurowizji Junior 2018
We wrześniu albański nadawcy potwierdził swój udział w 16. Konkursie Piosenki Eurowizji Junior. 21 września 2018 roku ujawniono szesnastu finalistów preselekcji Junior Fest Albania. 23 września odbył się finał preselekcji które wygrała Efi Gjika z utworem „Barbie”, o wynikach decydowało jury. 25 listopada zajęła 17. miejsce w konkursie rozgrywanym w Mińsku na Białorusi zdobywając 44 punkty.

### Konkurs Piosenki Eurowizji Junior 2019
Albański nadawca RTSH potwierdził swój udział w 17. Konkursie Piosenki Eurowizji Junior, który został rozegrany w Gliwicach. 25 września ogłoszono dwudziestu uczestników preselekcji Junior Fest Albania. Finał preselekcji odbył się 29 września i zwyciężyła Isea Cili z piosenką „Mikja ime Femijeri”. Reprezentantka zajęła 17. miejsce z dorobkiem 36 punktów.

### Konkurs Piosenki Eurowizji Junior 2020: Brak udziału
8 września opublikowano listę państw uczestniczących w 18. Konkursie Piosenki Eurowizji Junior na której nie znalazła się Albania. 17 września nadawca Radio Televizioni Shqiptar (RTSH) wyjawił, że brak uczestnictwa jest spowodowany trwająca pandemią wirusa SARS-CoV-2, tym samym nadawca wyraził chęć udziału za rok.

### Konkurs Piosenki Eurowizji Junior 2021
18 sierpnia 2021 albański nadawca Radio Televizioni Shqiptar (RTSH) potwierdził swój powrót po roku nieobecnosci i udział w 19. Konkursie Piosenki Eurowizji Junior. 23 października odbył się finał preselekcji Junior Fest Albania w którym wystąpiło dziewiętnaścioro uczestników. Na podium znaleźli się: Klara Leti („Ëndrra ime e vërtetë”) i Marina Daka („Shoqja ime”), a finał preselekcji wygrała 12-letnia Anna Gjebrea, córka albańskiego producenta Ardit Gjebrea z utworem „Stand By You”. Utwór został napisany przez Adam Watts, Gannin Arnold, Sanni M'Mairura oraz Endi Çuçi. Teledysk do piosenki został nagrany 27 października w szkole reprezentantki a następnie wydany dwa dni późnej.

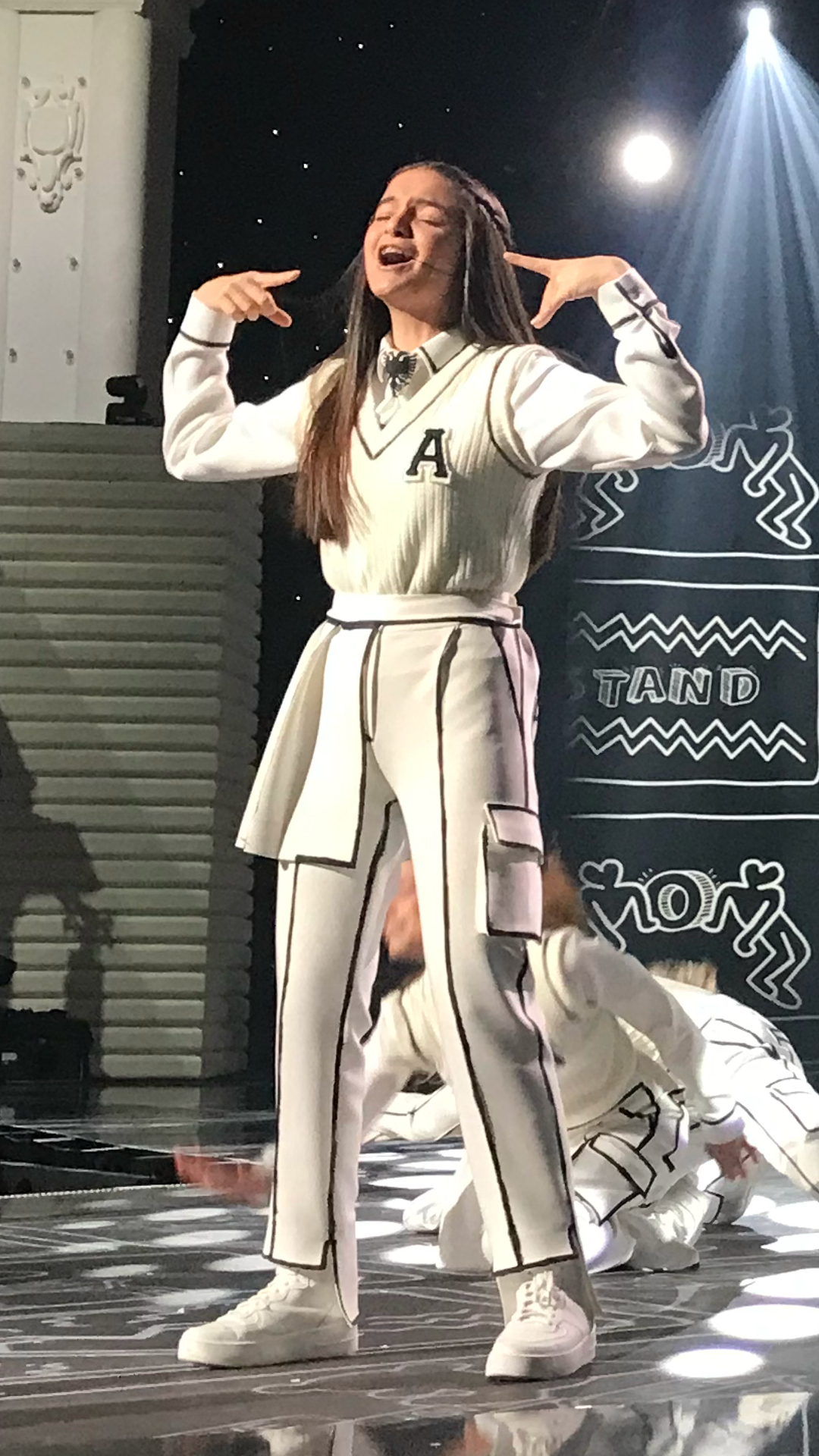
Anna Gjebrea podczas występu w Paryżu (2021)

19 grudnia 2021 Anna wystąpiła na koncercie finałowym konkursu w Paryżu. Wystąpiła jedenasta w kolejności startowej i zajęła 14. miejsce na 19 uczestniczących państw zdobywszy 84 punkty, w tym 39 punktów od widzów (17. miejsce) i 45 punktów od jury (12. miejsce).

### Konkurs Piosenki Eurowizji Junior 2022
16 lipca 2022 albański nadawca publiczny RTSH potwierdził udział w jubileuszowym 20. Konkursie Piosenki Eurowizji Junior i ogłosił, że swojego reprezentanta wybierze za pośrednictwem preselekcji Junior Fest Albania. Termin wysyłania zgłoszeń trwał od 16 lipca do 5 września. 28 września ujawniono dwudziestu uczestników preselekcji, później listę skrócono do 18 kandydatur. Finał preselekcji odbył się 25 października, zwycięzcę wyłoniono na podstawie jedynie głosowania jury w składzie: Kejsi Tola (reprezentantka Albanii w 54. Konkursu Piosenki Eurowizji), Efi Gjika (reprezentantka Albanii w 16. Konkursie Piosenki Eurowizji Junior) oraz Anna Gjebrea (reprezentantka Albanii w 19. Konkursie Piosenki Eurowizji Junior). Na podium znaleźli się: Erta Jonuzi („Premtim”) i Dea Moniku („Nuk jemi lodër per asnjëri”), a finał preselekcji zwyciężyła Kejtlin Gjata z piosenką „Pakëz diell”. 
11 grudnia Kejtlin wystąpiła siódma w kolejności startowej i zajęła 12. miejsce zdobywając 94 punkty, w tym 43 pkt od widzów i 51 pkt od jury. 

### Konkurs Piosenki Eurowizji Junior 2023
5 lipca 2023 albański nadawca publiczny RTSH potwierdził swój udział w 21. Konkursie Piosenki Eurowizji Junior. Stacja potwierdziła, że reprezentant kraju ponownie zostanie wybrany poprzez preselekcje Junior Fest Albania. 21 lipca otworzono możliwość zgłaszania kandydatur które trwało do 25 sierpnia. 30 sierpnia ujawniono szesnastu kandydatów zakwalifikowanych do preselekcji. Finał preselekcji odbył się 22 września przed Piramidą w Tiranie. Decyzją jurorów finał Junior Fest Albania wygrała Viola Gjyzeli z piosenką „Bota ime”. 
26 listopada Viola wystąpiła jako trzynasta w kolejności startowej i zajęła 8. miejsce ze 115 punktami, w tym 45 pkt od widzów i 70 pkt od jury.

### Konkurs Piosenki Eurowizji Junior 2024
29 lipca 2024 albański nadawca potwierdził udział w konkursie oraz otworzył okno zgłoszeń do preselekcji Junior Fest Albania. Termin nadsyłania zgłoszeń zakończył się 31 sierpnia. 3 września 2024 nadawca RTSH opublikowało listę osiemnastu kandydatów którzy zakwalifikowali się do finału preselekcji: Ema Deda („Hapat”), Kejsi Xheladini („Dua të këndoj”), Eden Dani („Ti më sjell fat”), Ami Kokurti („Reale”), Elora Tahitri („Me lajka”), Doris Canaj („Jemi njësoj”), Arbëri Dajko („Ëndrra në detin blu”), Gjon Gjipali („S’ka problem”), Marina Daka („Nuk do ndalem”), Nikol Çabeli („Vallëzoj”), Klejda Bashota („Një këngë për ty”), Hana Lamaj („Medaljon”), Boris Metaj („Se jemi ne”), Gedis Germani („Flutura prej letre”), Kejt Hitaj („Ëndërrojnë”), Armina Kajnozi („Mama”), Kristel Xhafka („Party”) oraz David Kerri („Thirrja e tokës”).
27 września 2024 finał preselekcji Junior Fest wygrała Nikol Çabeli z piosenką „Vallëzoj”, otrzymując tym samym prawo do reprezentowania Albanii w konkursie. 16 listopada 2024 Nikol wystąpiła jako trzecia w kolejności i zajęła 7. miejsce zdobywszy 126 punktów, w tym 82 pkt od jury (5. miejsce) oraz 44 pkt od widzów (14. miejsce).  

### Konkurs Piosenki Eurowizji Junior 2025
1 maja 2025 albański nadawca RTSH potwierdził udział w konkursie i zapowiedział, że wybierze swojego reprezentanta za pośrednictwem dziecięcego festiwalu muzycznego Mbarëkombëtar i Këngës për Fëmijë. 1 czerwca 2025 finał festiwalu zwyciężyła Kroni Pula z utworem „Fruta Perime”, uzyskując tym samym prawo do reprezentowania Albanii w konkursie.

## Uczestnictwo
Albania uczestniczy w Konkursie Piosenki Eurowizji Junior z przerwami od 2012 roku. Poniższa tabela uwzględnia wszystkich albańskich reprezentantów, tytuły konkursowych piosenek i języki w których były śpiewane oraz wyniki w poszczególnych latach.
| Rok                                   | Artysta        | Piosenka                     | Język                         | Miejsce | Punkty |
| ------------------------------------- | -------------- | ---------------------------- | ----------------------------- | ------- | ------ |
| 2012                                  | Igzidora Gjeta | „Kam një këngë vetëm për ju” | albański                      | 12      | 35     |
| Brak reprezentanta w latach 2013–2014 |                |                              |                               |         |        |
| 2015                                  | Mishela Rapo   | „Dambaje”                    | albański, angielski, sztuczny | 5       | 93     |
| 2016                                  | Klesta Qehaja  | „Besoj”                      | albański, angielski           | 13      | 38     |
| 2017                                  | Ana Kodra      | „Don’t Touch My Tree”        | albański, angielski           | 13      | 67     |
| 2018                                  | Efi Gjika      | „Barbie”                     | albański, angielski           | 17      | 44     |
| 2019                                  | Isea Cili      | „Mikja ime Femijeri”         | albański                      | 17      | 36     |
| Brak reprezentanta w 2020             |                |                              |                               |         |        |
| 2021                                  | Anna Gjebrea   | „Stand By You”               | albański, angielski           | 14      | 84     |
| 2022                                  | Kejtlin Gjata  | „Pakëz diell”                | albański                      | 12      | 94     |
| 2023                                  | Viola Gjyzeli  | „Bota ime”                   | albański                      | 8       | 115    |
| 2024                                  | Nikol Çabeli   | „Vallëzoj”                   | albański                      | 7       | 126    |
| 2025                                  | Kroni Pula     | „Fruta Perime”               | albański                      |         |        |

## Historia głosowania w finale (2012–2024)
Poniższe tabele pokazują, którym krajom Albania przyznaje w finale najwięcej punktów oraz od których państw albańscy reprezentanci otrzymują najwyższe noty.
| M. | Kraj               | Punkty |
| -- | ------------------ | ------ |
| 1  | Gruzja             | 56     |
| 2  | Armenia            | 51     |
| 3  | Macedonia Północna | 48     |
| 4  | Francja            | 44     |
| 5  | Włochy             | 40     |

| M. | Kraj                         | Punkty |
| -- | ---------------------------- | ------ |
| 1  | Włochy · Irlandia            | 41     |
| 2  | Armenia · Macedonia Północna | 27     |
| 3  | Malta                        | 24     |
| 4  | Portugalia                   | 23     |
| 5  | Francja                      | 19     |

## Komentatorzy i sekretarze
Spis poniżej przedstawia wszystkich albańskich komentatorów konkursu oraz krajowych sekretarzy podających punkty w finale.
| Komentatorzy i sekretarze z Albanii                | Komentatorzy i sekretarze z Albanii | Komentatorzy i sekretarze z Albanii |
| Rok                                                | Komentator                          | Sekretarz                           |
| -------------------------------------------------- | ----------------------------------- | ----------------------------------- |
| Brak reprezentanta i transmisji w latach 2003–2004 |                                     |                                     |
| 2005                                               | b.d                                 | Kraj nie brał udziału w konkursie   |
| Brak reprezentanta i transmisji w latach 2006–2011 |                                     |                                     |
| 2012                                               | Andri Xhahu                         | Keida Derwiszi                      |
| Brak reprezentanta i transmisji w latach 2013–2014 |                                     |                                     |
| 2015                                               | Andri Xhahu                         | Majda Bejzade                       |
| 2016                                               | Andri Xhahu                         | Juna Dizdari                        |
| 2017                                               | Andri Xhahu                         | Sabjana Rizvanu                     |
| 2018                                               | Andri Xhahu                         | Daniił Lazuko                       |
| 2019                                               | Andri Xhahu                         | Efi Gjika                           |
| Brak reprezentanta i transmisji w 2020             |                                     |                                     |
| 2021                                               | Andri Xhahu                         | Alex                                |
| 2022                                               | Andri Xhahu                         | Mariam Gwaladze                     |
| 2023                                               | Andri Xhahu                         | Julia                               |
| 2024                                               | Andri Xhahu                         | Anna Gjebrea                        |